# Генріх Борвін I (Мекленбург)

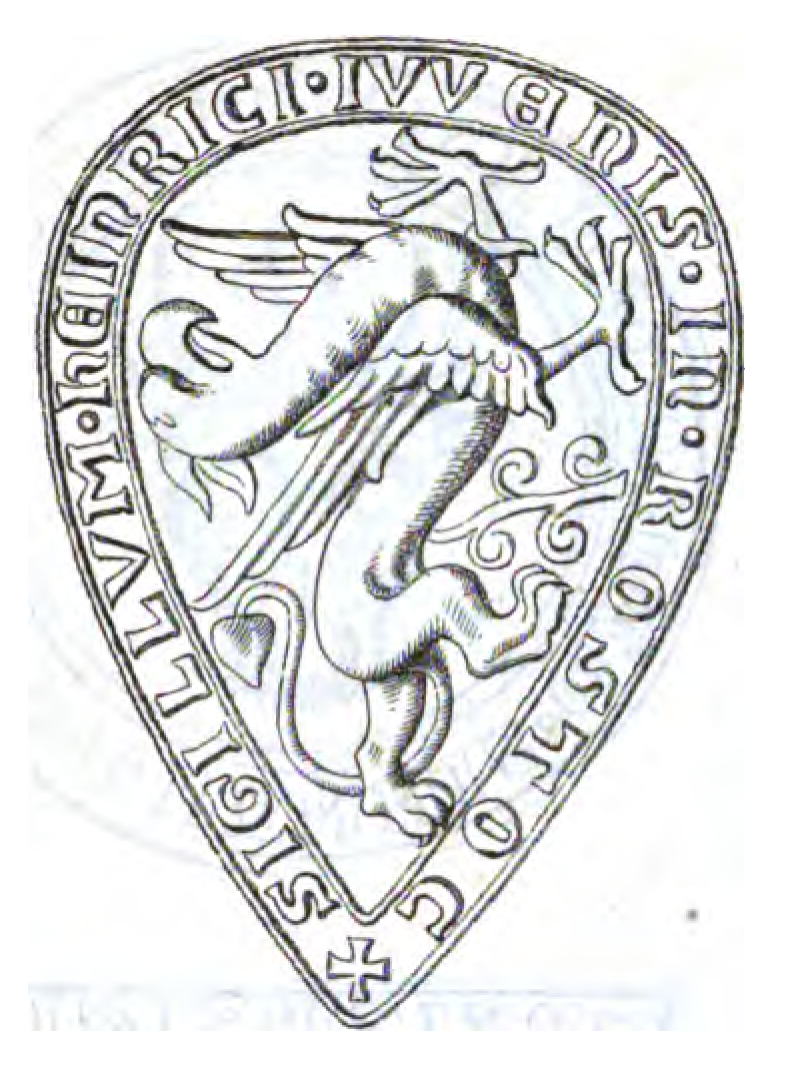
Печатка Генріха Борвіна II, 1219 р

Генріх Борвін II, також Генріх Бурви II (*близько 1170; † 5 червня 1226), з роду Ніклотідів — князь Мекленбурга з 1219 по 1226 рік і князь Ростока (1225—1226).

## Життєпис
Генріх Борвін II був сином Генріха Борвіна I та Матильди Саксонської, позашлюбної доньки Генріха Лева. У 1200 році він одружився на Крістіні, походження якої ще не повністю з'ясовано. У деяких джерелах її називають Крістіною Шотландською († 20 травня 1248 р.), тобто дочкою короля Шотландії Вільгельма I. Інші джерела згадують її як Крістіну Шведську, дочку шведського короля Сверкера II. Генріх Борвін II був онуком слов'янського князя Прибислава ІІ.
У конфлікті з данським королем Вальдемаром II він підтримав графа Шверіна Генріха I і зміг звільнити Мекленбург від данського панування після перемоги в битві під Мельном у 1225 році та укладення Бардовікського договору.
Коли 1226 року він помер у Гюстрові його князівством спільно керували його чотири сини. У 1234 році стався розкол і князівство було розділене на окремі володіння. Так були створені князівства (володіння) Верле, Пархім-Ріхенберг, Росток і Мекленбург.

## Діти
- Йоган I, Богослов (до 1210—1264), князь Мекленбурга 1227—1264
- Ніколаус I (бл. 1210—1277), князь Верле 1227—1277
- Генріх Борвін III (бл. 1220–(n.)1279), 1227 спадкоємець князя Ростока, князь Ростока 1234—1266 ⚭ Софія Еріксдоттер, дочка Еріка X
- Прибислав I (1224–(n.)1275), 1227 спадкоємець володарства Пархіма, князь Пархіма-Ріхенберга 1238—1256
- Маргарета († після 18 серпня 1267) ⚭ близько 1230 граф Гюнцель III фон Шверин
- Мехтильд († після 23 листопада 1270) ⚭ 1229 Самбор II, герцог Померелії в Лібшево

## Веб-посилання
- Література за темою «Heinrich Borwin II.» на сайті Landesbibliographie MV[de](нім.)
- Friedrich Wigger: Stammtafel des Hauses Mecklenburg. In: Jahrbücher des Vereins für Mecklenburgische Geschichte und Altertumskunde, Band 50 (1885), S. 111—326 (Volltext)
- Foundations for Medieval Genealogy